# Окагами
Окагами (яп. 大鏡, «Великое зерцало») — японское историческое повествование, литературный памятник в жанре рэкиси-моногатари, написанный, по разным версиям, около 1119 года. Автор произведения точно неизвестен, однако специалисты сходятся на том, что он определённо был мужчиной и принадлежал к придворной аристократии, вероятнее всего относился к роду Минамото, Фудзивара или Оэ. В отличие от более ранних исторических произведений, написанных либо на китайском языке, либо на камбуне, «Окагами» написано на японском языке, преимущественно хираганой.
«Великое зерцало» состоит из 6 свитков и содержит жизнеописания императоров и чиновников с 850 по 1025 гг. — период расцвета власти рода Фудзивара. Произведение соединяет в себе китайскую историографическую традицию, восходящую к «Историческим запискам» Сыма Цяня с более свободной японской повествовательной традицией моногатари эпохи Хэйан. Текст «Окагами» иногда неточен как исторический источник, важнейшие исторические события могут опускаться или только упоминаться, а основной упор делается на художественном описании жизни исторических личностей. Главное внимание автора сконцентрировано на демонстрации величия Фудзивара-но Митинага, одной из наиболее выдающихся личностей из рода Фудзивара.
«Окагами» и три другие «зерцала» (鏡 кагами, по-другому читается кё): Имакагами, Мидзукагами и Масукагами — вместе называются сикё (яп. 四鏡 четыре зеркала).

## Структура и сюжет произведения
Структура «Окагами» во многом напоминает структуру «Исторических записок» Сыма Цяня и состоит из вступления, биографий императоров, жизнеописаний чиновников, рассказа о роде Фудзивара и рассказов о старых временах.
Начинается «Великое зерцало» со вступления, в котором описывается встреча двух старцев в храме Унрин-ин (雲林院), в котором собралось множество людей для того, чтобы послушать церемонию объяснения «Лотосовой сутры». Одному из старцев, по имени Оякэ-но Ёцуги, 190 лет, а второй, Нацуяма-но Сигэки, на десять лет моложе. Именно эти старцы и рассказывают о прошлом, а ещё один человек, задаёт вопросы, вставляет свои комментарии и рассказывает другие версии историй. Такая диалогическая форма повествования позволяет объединить и упорядочить разнородные элементы и сделать повествование более плавным и непрерывным, оправдать резкие переходы между темами, а также даёт возможность добавить в рассказы старцев мнения и оценки.
После вступления следует первый раздел — «повествование об августейших исторических поколениях»: 14 жизнеописаний японских императоров начиная с императором Монтоку, при котором род Фудзивара пришел к власти, и до императора Го-Итидзё. Тон императорских биографий весьма официальный, информативная часть преобладает над художественной. Этот раздел переходит в своеобразное «второе введение», в котором старцы отвлечённо размышляют различных вещах, таких, как образ зеркала, значение рода и преемственности власти, судьба мира и людей.
После этого идёт «повествование о министрах»: биографии 20 высших чиновников из рода Фудзивара. Данный раздел хронологически совпадает с первым, но акцент смещен на другие действующие лица. Эта часть памятника куда более обширная и литературная, чем биографии императоров.
Далее следует третий раздел — "Повести о клане То: " (То: — китайское чтение иероглифа 藤 — «фудзи», глициния, входящего в название рода Фудзивара). Эта часть также совпадает с первыми двумя по хронологическим рамкам, рассказывая ту же историю в третий раз. Здесь кратко представлена история дома Фудзивара в целом, начиная с основателя рода — Фудзивара-но Каматари. В этом разделе представлены только важнейшие события в жизни рода, многие члены клана только бегло упоминаются.
Четвёртый раздел называется «Истории старых времен». Старцы повествуют о событиях, которые они сами видели и слышали, рассказывают истории создания знаменитых храмов, анекдоты и занимательные случаи, цитируют множество известных стихотворений из различных антологий, описывают разнообразные празднества и церемонии.

## Переводы
На английский язык произведение переводилось два раза:
1. Джозефом К. Ямагива (1967 год)[2]
2. Хелен Крейг Маккалоу (1980 год)[3]

На русский язык произведение переведено в 2000 году Е. М. Дьяконовой.